# Ligne Jōsō
La ligne Jōsō (常総線, Jōsō-sen) est une ligne ferroviaire exploitée par la compagnie privée Kantō Railway dans la préfecture d'Ibaraki au Japon. Elle relie la gare de Toride à Toride à la gare de Shimodate à Chikusei.

## Histoire
La ligne a été ouverte le 1er novembre 1913 par le chemin de fer de Jōsō (常総鉄道), qui est absorbé par la Kantō Railway en 1965.

## Caractéristiques

### Ligne
- Longueur : 51,1 km
- Ecartement : 1 067 mm
- Nombre de voies :
  - Double voie de Toride à Mitsukaidō
  - Voie unique de Mitsukaidō à Shimodate

La ligne n'est pas électrifiée à cause de l'Agence météorologique du Japon qui effectue des mesures géomagnétiques à Kakioka. Pour éviter des perturbartions, les lignes de trains dans un rayons de 35 km doivent utiliser du courant alternatif, c'est le cas pour la ligne Jōban et le Tsukuba Express. La ligne Jōsō a préféré abandonner son électrification.

### Liste des gares

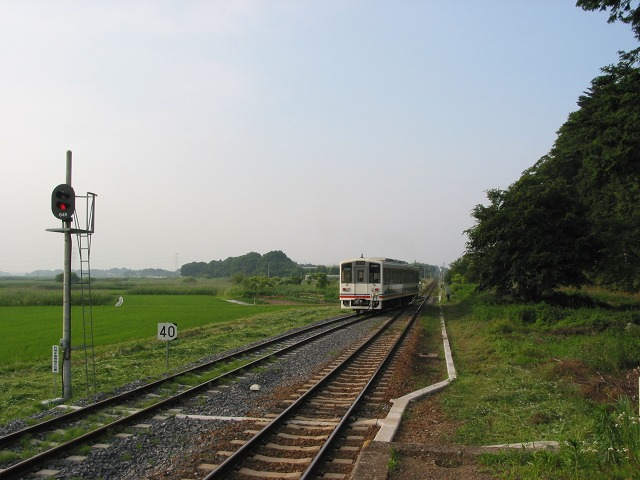
La ligne à Tobanoe.

La ligne comporte 25 gares.
| Gare            | Nom japonais | Distance (km) | Correspondances                    | Localisation |
| --------------- | ------------ | ------------- | ---------------------------------- | ------------ |
| Toride          | 取手         | 0             | JR East : Jōban                    | Toride       |
| Nishi-Toride    | 西取手       | 1,6           |                                    | Toride       |
| Terahara        | 寺原         | 2,1           |                                    | Toride       |
| Shin-Toride     | 新取手       | 3,4           |                                    | Toride       |
| Yumemino        | ゆめみ野     | 4,2           |                                    | Toride       |
| Inatoi          | 稲戸井       | 5,4           |                                    | Toride       |
| Togashira       | 戸頭         | 6,3           |                                    | Toride       |
| Minami-Moriya   | 南守谷       | 7,4           |                                    | Moriya       |
| Moriya          | 守谷         | 9,6           | MIR : Tsukuba Express              | Moriya       |
| Shin-Moriya     | 新守谷       | 11,4          |                                    | Moriya       |
| Kokinu          | 小絹         | 13,0          |                                    | Tsukubamirai |
| Mitsukaidō      | 水海道       | 17,5          |                                    | Jōsō         |
| Kita-Mitsukaidō | 北水海道     | 19,3          |                                    | Jōsō         |
| Nakatsuma       | 中妻         | 20,9          |                                    | Jōsō         |
| Mitsuma         | 三妻         | 23,9          |                                    | Jōsō         |
| Minami-Ishige   | 南石下       | 27,2          |                                    | Jōsō         |
| Ishige          | 石下         | 28,8          |                                    | Jōsō         |
| Tamamura (ja)   | 玉村         | 31,0          |                                    | Jōsō         |
| Sōdō            | 宗道         | 33,0          |                                    | Shimotsuma   |
| Shimotsuma      | 下妻         | 36,1          |                                    | Shimotsuma   |
| Daihō           | 大宝         | 38,7          |                                    | Shimotsuma   |
| Tobanoe         | 騰波ノ江     | 41,0          |                                    | Shimotsuma   |
| Kurogo          | 黒子         | 43,6          |                                    | Chikusei     |
| Ōtagō           | 大田郷       | 47,3          |                                    | Chikusei     |
| Shimodate       | 下館         | 51,1          | JR East : Mito Moka Railway : Mōka | Chikusei     |